# フアン・イェペス
- フアン・ジェペス

フアン・デビッド・イェペス（Juan David Yepez, 1998年2月19日 - ）は、 ベネズエラのミランダ州カラカス出身のプロ野球選手（一塁手、外野手）。右投右打。MLBのワシントン・ナショナルズ傘下所属。
メディアによっては「ジェペス」と表記されることもある。

## 経歴

### プロ入りとブレーブス傘下時代
2014年7月にアマチュア・フリーエージェントでアトランタ・ブレーブスと契約してプロ入り。
2015年、傘下のルーキー級ガルフ・コーストリーグ・ブレーブスでプロデビュー。アパラチアンリーグのルーキー級ダンビル・ブレーブスでもプレーし、2チーム合計で59試合に出場して打率.299、4本塁打、31打点、3盗塁を記録した。
2016年はルーキー級ガルフ・コーストリーグ・ブレーブスとA級ローム・ブレーブスでプレーし、2チーム合計で26試合に出場して打率.255、1本塁打、8打点を記録した。
2017年はA級ロームでプレーした。

### カージナルス時代
2017年5月20日にマット・アダムスとのトレードで、セントルイス・カージナルスへ移籍した。移籍後は傘下のA級ピオリア・チーフスへ配属され、移籍前を含めた2チーム合計で116試合に出場して打率.265、8本塁打、62打点、10盗塁を記録した。
2018年はA級ピオリアとA+級パームビーチ・カージナルスでプレーし、2チーム合計で92試合に出場して打率.269、3本塁打、42打点、6盗塁を記録した。
2019年はA級ピオリア、A+級パームビーチ、AA級スプリングフィールド・カージナルスでプレーし、3チーム合計で72試合に出場して打率.269、10本塁打、43打点、3盗塁を記録した。
2020年はCOVID-19の影響でマイナーリーグの試合が開催されなかったため、公式戦の出場は無かった。
2021年、マイナーではAA級スプリングフィールドとAAA級メンフィス・レッドバーズでプレーし、2チーム合計で111試合に出場して打率.286、27本塁打、77打点、1盗塁を記録した。レギュラーシーズン終了後の10月6日にメジャー契約を結んでポストシーズンでのロースター入りを果たしたが、ロサンゼルス・ドジャースとのワイルドカードゲームでは出番が無かったためメジャーデビューはお預けとなった。オフに参加したアリゾナ・フォールリーグではグレンデール・デザートドッグスに所属してOPS1.028、26打点の活躍が評価され、JJ・ブレデイ（マイアミ・マーリンズ傘下、メジャーデビュー後はアスレチックスで活躍。）と共に最優秀打者に輝いた。
2022年5月3日にメジャーへ昇格すると、翌4日のカンザスシティ・ロイヤルズ戦で「5番・右翼手」でメジャー初出場・初先発を果たした。この試合の第1打席でクリス・ブビックから初安打となる二塁打を放った。5月8日のサンフランシスコ・ジャイアンツ戦ではジェイコブ・ジュニスから初本塁打を放った。この年メジャーでは76試合に出場して打率.253、12本塁打、30打点を記録した。オフに背番号を『13』に変更した。
2023年は28試合に出場して打率.183、2本塁打、2打点を記録した。オフの11月17日にノンテンダーFAとなった。

### ナショナルズ傘下時代
2023年12月6日にワシントン・ナショナルズとマイナー契約を結んだ。
2024年7月5日にメジャー契約を結びアクティブ・ロースター入りした。
2025年は開幕からマイナー・オプションでAAA級ロチェスター・レッドウィングスに配属されたまま、アクティブ・ロースター入りできず6月16日にブレイディ・ハウスとデイレン・ライルを昇格させることなどに伴ってDFAとなり、3日後にAAA級ロチェスターに降格した。

## プレースタイル
長打力が持ち味であり、打球速度の速さにも定評がある。

## 詳細情報

### 年度別打撃成績
| 年 度    | 球 団    | 試 合 | 打 席 | 打 数 | 得 点 | 安 打 | 二 塁 打 | 三 塁 打 | 本 塁 打 | 塁 打 | 打 点 | 盗 塁 | 盗 塁 死 | 犠 打 | 犠 飛 | 四 球 | 敬 遠 | 死 球 | 三 振 | 併 殺 打 | 打 率 | 出 塁 率 | 長 打 率 | O P S |
| -------- | -------- | ----- | ----- | ----- | ----- | ----- | -------- | -------- | -------- | ----- | ----- | ----- | -------- | ----- | ----- | ----- | ----- | ----- | ----- | -------- | ----- | -------- | -------- | ----- |
| 2022     | STL      | 76    | 274   | 253   | 27    | 64    | 13       | 0        | 12       | 113   | 30    | 0     | 0        | 0     | 4     | 16    | 0     | 1     | 61    | 6        | .253  | .296     | .447     | .743  |
| 2023     | STL      | 28    | 65    | 60    | 5     | 11    | 1        | 0        | 2        | 18    | 2     | 0     | 1        | 0     | 0     | 4     | 0     | 1     | 20    | 0        | .183  | .246     | .300     | .546  |
| 2024     | WSH      | 62    | 249   | 226   | 32    | 64    | 15       | 0        | 6        | 97    | 6     | 2     | 1        | 1     | 3     | 18    | 0     | 1     | 42    | 9        | .283  | .333     | .429     | .763  |
| MLB：3年 | MLB：3年 | 166   | 588   | 539   | 64    | 139   | 29       | 0        | 20       | 228   | 38    | 2     | 2        | 1     | 7     | 38    | 0     | 3     | 123   | 15       | .258  | .306     | .423     | .729  |

- 2024年度シーズン終了時

### ポストシーズン打撃成績
| 年 度     | 球 団     | シ リ ｜ ズ | 試 合 | 打 席 | 打 数 | 得 点 | 安 打 | 二 塁 打 | 三 塁 打 | 本 塁 打 | 塁 打 | 打 点 | 盗 塁 | 盗 塁 死 | 犠 打 | 犠 飛 | 四 球 | 敬 遠 | 死 球 | 三 振 | 併 殺 打 | 打 率 | 出 塁 率 | 長 打 率 |
| --------- | --------- | ----------- | ----- | ----- | ----- | ----- | ----- | -------- | -------- | -------- | ----- | ----- | ----- | -------- | ----- | ----- | ----- | ----- | ----- | ----- | -------- | ----- | -------- | -------- |
| 2022      | STL       | NLWC        | 2     | 5     | 5     | 1     | 2     | 0        | 0        | 1        | 5     | 2     | 0     | 0        | 0     | 0     | 0     | 0     | 0     | 0     | 0        | .400  | .400     | 1.000    |
| 出場：1回 | 出場：1回 | 出場：1回   | 2     | 5     | 5     | 1     | 2     | 0        | 0        | 1        | 5     | 2     | 0     | 0        | 0     | 0     | 0     | 0     | 0     | 0     | 0        | .400  | .400     | 1.000    |

- 2024年度シーズン終了時

### 背番号
- 36（2022年）
- 13（2023年）
- 18（2024年）